# Славенцинек (Куявсько-Поморське воєводство)
Славенцинек (пол. Sławęcinek, нім. Ruppertshof) — село в Польщі, у гміні Іновроцлав Іновроцлавського повіту Куявсько-Поморського воєводства.
Населення — 299 осіб (2011).
У 1975-1998 роках село належало до Бидгощського воєводства.

## Демографія
Демографічна структура станом на 31 березня 2011 року:
|          | Загалом | Допрацездатний вік | Працездатний вік | Постпрацездатний вік |
| -------- | ------- | ------------------ | ---------------- | -------------------- |
| Чоловіки | 153     | 31                 | 114              | 8                    |
| Жінки    | 146     | 30                 | 88               | 28                   |
| Разом    | 299     | 61                 | 202              | 36                   |